# APTC
APTC is een koppeling van Ducati-motorfietsen die werd gepresenteerd op de 620 DS Multistrada van 2005 die een lichtere bediening en anti hop-werking heeft.